# Temporada 2001-2002 del Club Joventut Badalona
La temporada 2001-2002 va ser la 63a temporada en actiu del Club Joventut Badalona des que va començar a competir de manera oficial. La Penya va disputar la seva 46a temporada a la màxima categoria del bàsquet espanyol. Va acabar la fase regular en la novena posició, a una victòria de disputar els play-offs pel títol, però millorant la classificació aconseguida la temporada anterior.

## Resultats
Lliga ACB
A la Lliga ACB finalitza la fase regular en la novena posició de 18 equips participants, sense aconseguir classificar-se per disputar els play-offs pel títol. En 34 partits disputats de la fase regular va obtenir un bagatge de 18 victòries i 16 derrotes, amb 2.858 punts a favor i 2.824 en contra (+34).
Copa del Rei
El Joventut va perdre a quarts de final davant el TAU Ceràmica per 74 a 72, en aquesta edició disputada a Vitòria.
Lliga Catalana
A la lliga catalana celebrada a Barcelona, després d'eliminar el Casademont Girona a semifinals, va perdre a la final davant el Barça per 95 a 73.

## Plantilla
La plantilla del Joventut aquesta temporada va ser la següent:
| Club Joventut Badalona: plantilla 2001-02 |                   |            |      |
| #                                         | Jugador           | Pos.       | A.   |
| 4                                         | Stephane Dumas    | Base       | 1.90 |
| 5                                         | Rafa Jofresa      | Base       | 1.83 |
| 6                                         | Tanoka Beard      | Pivot      | 2.03 |
| 9                                         | Souley Drame      | Aler       | 2.02 |
| 10                                        | Juan Espil        | Escorta    | 1.94 |
| 11                                        | Antonio Bueno     | Pivot      | 2.08 |
| 12                                        | Maximiliano Reale | Escorta    | 2.00 |
| 13                                        | Mehdi Labeyrie    | Pivot      | 2.02 |
| 14                                        | Maceo Baston      | Aler pivot | 2.08 |
| 15                                        | Álex Mumbrú       | Aler       | 2.02 |
| 16                                        | Daren Queenan     | Escorta    | 1.94 |

| Club Joventut Badalona: staff 2001-02 |                      |
| Nom                                   | Funció               |
| Manel Comas                           | Entrenador           |
| Joan Plaza                            | Entrenador assistent |

| Jugadors del planter amb minuts al 1r equip |                    |            |      |              |
| #                                           | Jugador            | Pos.       | A.   | Participació |
| 17                                          | Xavier Ventura     | Escorta    | 1.92 | 6 partits    |
| 18                                          | Josep Maria Guzmán | Base       | 1.82 | 1 partit     |
| 99                                          | Dimitri Flis       | Aler pivot | 2.03 | 1 partit     |
| 99                                          | Rudy Fernández     | Aler       | 1.96 | 1 partit     |

### Baixes
| Baixes a l'inici de temporada |         |
| Jugador                       | Pos.    |
| Slaven Rimac                  | Escorta |
| Crawford Palmer               | Pivot   |
| Josep Pacreu                  | Escorta |
| Warren Kidd                   | Pivot   |
| Nkechi Ezugwu                 | Pivot   |
| Ferran Martínez i Garriga     | Pivot   |
| Albert Miralles               | Pivot   |